# Centrica
 (juin 2020).

Ancien logo

Centrica Plc (LSE : CNA) est une entreprise britannique du secteur énergétique fondée en 1997. L'entreprise a son siège social à Windsor, Royaume-Uni. Elle est cotée à la Bourse de Londres et fait partie du FTSE 100.

## Histoire
British Gas était l'opérateur historique britannique dans le secteur du gaz, privatisé depuis 1986. À compter du 17 février 1997, les activités de vente et de fourniture de gaz, ainsi que les activités de service et l'exploitation des champs de gaz naturel de la baie de Morecambe ont été séparées dans une nouvelle entité désormais nommée Centrica. Par la même occasion, British Gas, qui regroupait les activités d'exploration et de production à l'international ainsi que le transport et la distribution du gaz, a été renommé BG Group. 
En décembre 2008, Centrica a conclu un accord de partenariat avec EDF, lui donnant 20 % des parts dans British Energy, opérateur unique de centrales nucléaires au Royaume-Uni.
En décembre 2013, Centrica vend à Blackstone, pour 685 millions de dollars ses activités de 3 centrales thermiques au Texas regroupant une capacité de production de 1 295 MW.
En mars 2014, Centrica acquiert Bord Gais, une entreprise irlandaise pour 1,1 milliard d'euros.
En juillet 2020, Centrica annonce la vente de sa filiale américaine Direct Energy à NRG Energy pour 3,63 milliards de dollars.

## Activités
L'entreprise est le premier fournisseur de gaz naturel au Royaume-Uni, sous la marque British Gas. Centrica est également un important producteur de gaz au Royaume-Uni, produisant à elle seule 29 % des besoins en gaz du pays. Elle figure parmi les principaux fournisseurs d'électricité de Grande-Bretagne et possède sept centrales électriques d'une capacité totale de 3 420 MW. L'entreprise a des activités d'exploration et de production en Norvège, en Égypte, au Nigeria et à Trinité-et-Tobago.
Depuis quelques années, la société a diversifié ses activités de production d'énergie et investi dans les énergies renouvelables. Elle possède ainsi le parc éolien de Race Bank, un site de production offshore en Mer du Nord.
Centrica est propriétaire à 100 % de Direct Energy, une importante entreprise nord-américaine dont le siège social à Toronto au Canada, également dans le secteur énergétique.

## Principaux actionnaires
Au 11 décembre 2019:
| Schroder Investment Management        | 9,76% |
| Newton Investment Management          | 4,89% |
| Majedie Asset Management              | 4,89% |
| Threadneedle Asset Management         | 3,18% |
| Invesco Asset Management              | 2,95% |
| The Vanguard Group                    | 2,69% |
| BlackRock Fund Advisors               | 2,43% |
| Legal & General Investment Management | 2,32% |
| Aberdeen Asset Investments            | 2,14% |
| Norges Bank Investment Management     | 2,12% |